# Mörtel und Klebstoffe für Fliesen und Platten
Zum dauerhaften Anbringen von Fliesen und Platten (Beton-, Naturstein-, Keramik-, Trockenbauplatten) auf Wänden und Böden werden spezielle Mörtel und Klebstoffe verwendet.
Früher wurden die Fliesen mit dicken Mörtelbatzen (Dickbettverfahren) befestigt. Heute werden fast ausschließlich Dünnbettmörtel verwendet. Dabei wird der Kleber auf den Untergrund aufgetragen, mit einem Zahnspachtel oder einer gezahnten Glättkelle gekämmt und dann die Fliese eingelegt. Je größer die Fliese, desto größer die Zahnung von Zahnspachtel oder Zahnkelle.
Je nach Untergrund oder Anwendungsbereich verwendet man verschiedene Fliesenkleber. Sie ähneln teilweise in der Zusammensetzung den von Steinmetzen zum Verbinden von Naturwerkstein verwendeten Steinkitt.
Je nach Anwendungsfall eignen sich auch Klebmassen, die gewöhnlich eher in anderen Anwendungsbereichen eingesetzt werden, wie etwa Silikondichtmasse und Montagekleber.

## Materialien
Je nach Zusammensetzung lassen sich verschiedene Mörtel und Klebstoffe unterscheiden.

### Zementhaltige Mörtel
Von der Baustoffindustrie wird eine Vielzahl von zementhaltigen Mörteln angeboten, die sich für die Verlegung von Fliesen und Platten eignen. Grundsätzlich kann zwischen Mörtel ohne und mit Zusätzen sowie weiteren Sonderformen unterschieden werden.

#### Zementhaltiger Mörtel ohne Zusätze
Zementhaltige Mörtel ohne Zusätze sind im erhärteten Zustand starr und eignen sich daher nur für die Bekleidung von unverputzten Wandflächen im Dickbettverfahren. Zur Anwendung kommt ein sogenannter Ansetzmörtel, der aus dem Bindemittel Zement, der Gesteinskörnung (in der Regel Sande mit einer Korngröße von 0 bis 4 mm) und dem Anmachwasser besteht. Das Mischungsverhältnis von Zement zu Gesteinskörnung liegt zwischen 1:4 und 1:8 und muss auf den vorhandenen Untergrund und das Belagmaterial abgestimmt werden. Die Bestandteile werden auf der Baustelle gemischt und anschließend direkt verarbeitet. Durch eine hydraulische Umlagerung erhärtet der Ansetzmörtel und bildet eine feste Verbindung zwischen Untergrund und Belagmaterial.

#### Zementhaltiger Mörtel mit Zusätzen
| Zusatz                     | Wirkung                                           |
| -------------------------- | ------------------------------------------------- |
| Methylcellulose            | wasserrückhaltend                                 |
| Stärkeether                | wasserrückhaltend                                 |
| Luftporenbildner           | Erhöhung der Geschmeidigkeit und Ergiebigkeit     |
| Fruchtsäure                | Verzögerung der Erstarrung                        |
| Lithiumcarbonat            | Beschleunigung der Erstarrung                     |
| Kunststoffpulverdispersion | Haftungsverbesserung                              |
| Metallseife                | Erzeugung wasserabweisender Stoffe beim Erstarren |

Flächenfertige Wände und Böden werden üblicherweise im Dünnbett- oder Mittelbettverfahren bekleidet. Da bei diesen beiden Verfahren die Mörteldicke im Vergleich zum Dickbettverfahren jedoch deutlich dünner ist, müssen dem Mörtel Zusätze zugegeben werden. Diese Zusätze wirken in erster Linie wasserrückhaltend und elastifizierend. Der Trockenmörtel kommt bereits fertig gemischt auf die Baustelle, wird dann mit Anmachwasser versetzt und wird nach kurzer Reifezeit verarbeitet. Die Aushärtungszeit beträgt etwa einen Tag.

#### Sonderformen zementhaltiger Mörtel
- Schnellhärtende Zementkleber (auch Schnellkleber genannt) können bereits nach einigen Stunden verfugt und in wenigen Tagen voll belastet werden.
- Zementhaltige Dünnbettmörtel mit besonders hoher Kunststoffvergütung (auch als Flexmörtel oder Flexkleber bezeichnet) besitzen im erstarrten Zustand eine erhöhte Verformbarkeit und eine verbesserte Gefüge- und Verbundfestigkeit. Mit diesen Eigenschaften eignet sich der Flexmörtel für Flächen im Außenbereich, bei geringer Wasseraufnahme des Untergrunds (beispielsweise alter Keramikbelag) oder des Belagsmaterials (beispielsweise Feinsteinzeug) und bei Untergründen, die sich geringfügig verformen (wie etwa bei Heizestrichen oder Trockenestrichen). In Frost-, Dauernass- und Unterwasserbereichen sollte jedoch auf zweikomponentige Flexmörtel zurückgegriffen werden, die die S2-Normung nach DIN EN 12002 erfüllen. Einkomponentige, „flexible“ Dünnbettmörtel sind hier aufgrund der Art ihrer Kunststoffvergütung meist ungeeignet. Für die Einordnung der Flexibilität stehen die DIN EN 12004 (darin die Durchbiegung nach DIN EN 12002) und das Merkblatt „Flexmörtel“ des Fachverbandes des deutschen Fliesengewerbes bereit.
- Fließbettmörtel beinhalten eine Kunstharzdispersion, die besonders wasserrückhaltend wirkt und zudem eine organische Klebewirkung entfaltet. Mit diesen Eigenschaften eignet sich der Fließbettmörtel für das Verlegen besonders dichter Belagsmaterialien (wie etwa Feinsteinzeug).
- Weil normaler Dünnbettmörtel bei unsachgemäßer Verarbeitung Natursteine und Marmor verfärben kann, existieren hierfür spezielle Zementmörtel. Eine Ursache für die Verfärbung ist die Porosität der Natursteinplatten, durch die Bestandteile des Zementmörtels zur sichtbaren Oberfläche diffundieren und dort sichtbar werden. Bei der Verwendung von Zahnspachteln zur Kleberaufbringung kann so ein störendes Streifenmuster entstehen. Alternativ zu Spezialmörteln genügt es daher oft auch, die Natursteinplatte rückseitig mit einer dünnen Kleberschicht zu überziehen, bevor diese in das gekämmte Mörtelbett gelegt wird. Ferner können gesteinseigene Bestandteile durch die Anmachflüssigkeit und/oder die Alkalität des Mörtels aktiviert werden (z. B. rostende Eisenerze) oder die Natursteinplatten neigen dazu, sich durch die einseitige Wasserbelastung des nassen Mörtels „aufzuschüsseln“. Daher empfiehlt sich der Einsatz von Naturstein-Dünnbettmörteln, die sich durch eine hohe und schnelle kristalline Wasserbindung auszeichnen. Weiße Naturstein-Klebemörtel sind zudem bei transluzenten (durchscheinenden) Naturwerksteinen zu empfehlen.

### Dispersionsklebstoffe
Dispersionsklebstoffe bestehen aus einem Gemisch von organischen Bindemitteln in Form wässriger Polymerdispersionen (meist Vinylacetat oder Acrylharz), organischen Zusätzen und mineralischen Füllstoffen. Die Bestandteile sind gebrauchsfertig angemischt und können direkt verarbeitet werden. Durch das Verdunsten des Wassers tritt die Erhärtung des Dispersionsklebstoffs ein.
Im Vergleich zu den anderen Dünnbettmaterialien kommen Dispersionsklebstoffe kaum noch zum Einsatz. Verwendung finden Dispersionsklebstoffe aufgrund ihrer Wasserempfindlichkeit nur im Innenbereich (außerhalb von Nassbereichen) und wegen der langen Aushärtungszeit nur auf Wänden. Besonders geeignet sind Dispersionsklebstoffe auf glatten Untergründen, wie Hartschaumplatten oder alten Fliesen. Feuchtigkeitsempfindliche Untergründe (wie etwa Gipskarton) müssen vorbehandelt werden.

### Reaktionsharzklebstoffe
Reaktionsharzklebstoffe sind ein- oder mehrkomponentige Dünnbettmaterialien. Meist bestehen sie aus einem synthetischen Harz als Bindemittel, dem Härter sowie mineralischen Füllstoffen. Die Komponenten werden auf der Baustelle vermischt und anschließend verarbeitet. Die Aushärtung erfolgt durch eine chemische Reaktion der Komponenten.
Je nach Art des Bindemittels kann zwischen Epoxidharzklebstoffen und Polyurethanklebstoffen unterschieden werden. Epoxidharzklebstoffe sind nach der Aushärtung relativ starr, vollkommen wasserbeständig und chemisch resistent und werden auch als Steinkitt verwendet. Durch die Zugabe von Polysulfiden bleiben Epoxidharzklebstoffe nach der Aushärtung flexibel. Polyurethanklebstoffe sind hochflexibel, wasser- und frostbeständig und eignen sich sehr gut für schwierige Untergründe aus Kunststoff, Glas oder Metall. Aufgrund der hohen Materialkosten kommen Polyurethanklebstoffe jedoch kaum zum Einsatz.

### Kaseinfliesenkleber
Der Fliesenkleber besteht aus Kasein, Kalkhydrat und Zuschlagstoffen. Die Klebkraft wird durch den alkalischen Aufschluss der Kaseinproteine erreicht.

### Gips und Anhydritbinder
Zum Verkleben von Trockenbauplatten (Gipsfaserplatten, Gipskartonplatten) auf unebenen Untergründen werden Ansetzmörtel, speziell Ansetzgips verwendet, welche die Platten zugleich befestigen und die Unebenheiten zum Untergrund ausfüllen können.

## Verarbeitung

### Grundlegende Begriffe
- Topfzeit / Verarbeitungszeit: Maximale Zeitspanne zur Verarbeitung des Mörtels bzw. Klebstoffs nach dem Anmischen.
- Reifezeit: Benötigte Ruhezeit zementhaltiger Mörtel nach dem Anmischen.
- Offene Zeit: Maximale Zeitspanne nach dem Auftragen des Mörtels oder Klebers auf dem Untergrund bis zum Einbetten des Belagmaterials unter Einhaltung der geforderten Haftzugfestigkeit.
- Benetzungsfähigkeit: Fähigkeit des aufgetragenen Mörtels oder Klebstoffs, die Rückseite der Fliese oder Platte zu benetzen.
- Korrigierbarkeit: Maximale Zeitspanne in der eine bereits eingebettete Fliese oder Platte in ihrer Lage korrigiert werden kann ohne das dabei eine wesentliche Verminderung der Haftzugfestigkeit auftritt.

## Gesundheitsgefahren
Fliesenkleber konnten bis Mitte der 1980er Jahre Asbestfasern enthalten, die teilweise freigesetzt werden, wenn bei Sanierungsarbeiten Fliesen entfernt werden. Messungen der Schweizer Unfallversicherungs-Anstalt ergaben, dass beim Abschleifen des alten Fliesenklebers bis zu anderthalb Millionen lungengängige Asbestfasern pro Kubikmeter freigesetzt werden können. Vor Sanierungen oder Arbeiten an älteren Bädern oder Küchen sollte der eingebrachte Kleber beprobt werden.

## Normen und Standards
- DIN EN 12004-1 und 12004-2 Mörtel und Klebstoffe für keramische Fliesen und Platten Teil 1 und 2